# Geography Markup Language
Geography Markup Language (GML) er et opmærkningssprog, der er  defineret af Open Geospatial Consortium (OGC) til at formidle information om geografiske forhold. GML tilbyder et standardiseret udvekslingsformat for geografisk information, og letter derved udveksling af data mellem geografiske informations systemer. 
GML er ligesom det mere generelle XML et markup language. Det specificerer et format for geografisk information, men præsentationen af informationen, f eks som signaturer på et kort, er ikke omfatttet af GML. Visuel præsentation af den geografiske information kan ske ved et billedformat som Scalable Vector Graphics (SVG), der også er afledt fra XML. Der er udviklet et XML-baseret sprog XSLT til transformering af XML-dokumenter. Ved hjælp af dette kan information i GML-format transformeres til SVG-format og vises som digitale kort i browsere.
Data til landkort, matrikelkort og Danmarks højdemodel indgår i Danmarks grunddata og kan frit anvendes til både kommercielle og ikke-kommercielle formål. De frie data er tilgængelige på Datafordeleren.dk, og tilbydes i flere forskellige dataformater, herunder GML. Data i GML-format leveres ved hjælp af andre OGC standarder, primært Web Feature Service (WFS), men også Web Map Service (WMS).
Styrelsen for Dataforsyning og Effektivisering deltager i flere nationale og internationale standardiseringsorganer (f.eks. Dansk Standard, ISO, OGC og DGIWG) og sikrer, at relevante standarder for stedbestemte informationer finder indpas i initiativer på både nationalt og europæisk plan.